# Масафуми Хара
Масафуми Хара (на японски: 原 正文) е японски футболист.

## Национален отбор
Записал е и 5 мача за националния отбор на Япония.
| Япония | Япония | Япония |
| Година | Мачове | Голове |
| ------ | ------ | ------ |
| 1970   | 5      | 0      |
| Общо   | 5      | 0      |